# Marius Jouveau
Marius Jouveau, född 1878, död 1949, var en provensalsk lyriker.
Jouveau var under flera år Feliberförbundets capoulié, och har i ett antal diktsamlingar hyllat sin hemtrakt. Några av hans dikter finns översatta till svenska av Göran Björkman i Samfundet De Nios årsbok Vår tid 1922.